# Estación Recife
La Estación Recife es una de las estaciones del Metro de Recife, situada en Recife, al lado de la Estación Joana Bezerra. Es una de las estaciones terminales de la Línea Centro y de la Línea Sur del Metro de Recife. Fue inaugurada en 1985 y atiende a toda la región este del barrio de São José.

## Historia
La Estación Recife del Metro de Recife fue construida por la Great Western en 1885 para formar parte de la antigua Línea Sur, o como también era llamada: Recife - Maceió. Con el tiempo fue construida la línea centro que primero llegó a Jaboatão dos Guararapes y después fue prolongada hacia el oeste del estado. En el año 1971 la estación se convirtió también en el Museo del Tren. En 1982 la estación fue cerrada para la construcción del Metro de Recife. La Estación Central, como era llamada en la época, fue transferida a la Estación de las Cinco Pontas (que antes había sido demolida, pero fue reconstruida próxima a la antigua estación de idéntico nombre). En el año 1985 la estación fue reinaugurada ya como Estación de Metro.

## Características
Está formada por tres plataformas: dos de embarque y una central de desembarque.

## Conexiones
Permite la conexión con cuatro líneas:
- 841 - Nova Olinda / TI Xambá
- 117 - Circular (Prefeitura / Cabugá)
- 116 - Circular (Príncipe)
- 104 - Circular (IMIP)